# Dreitagebart

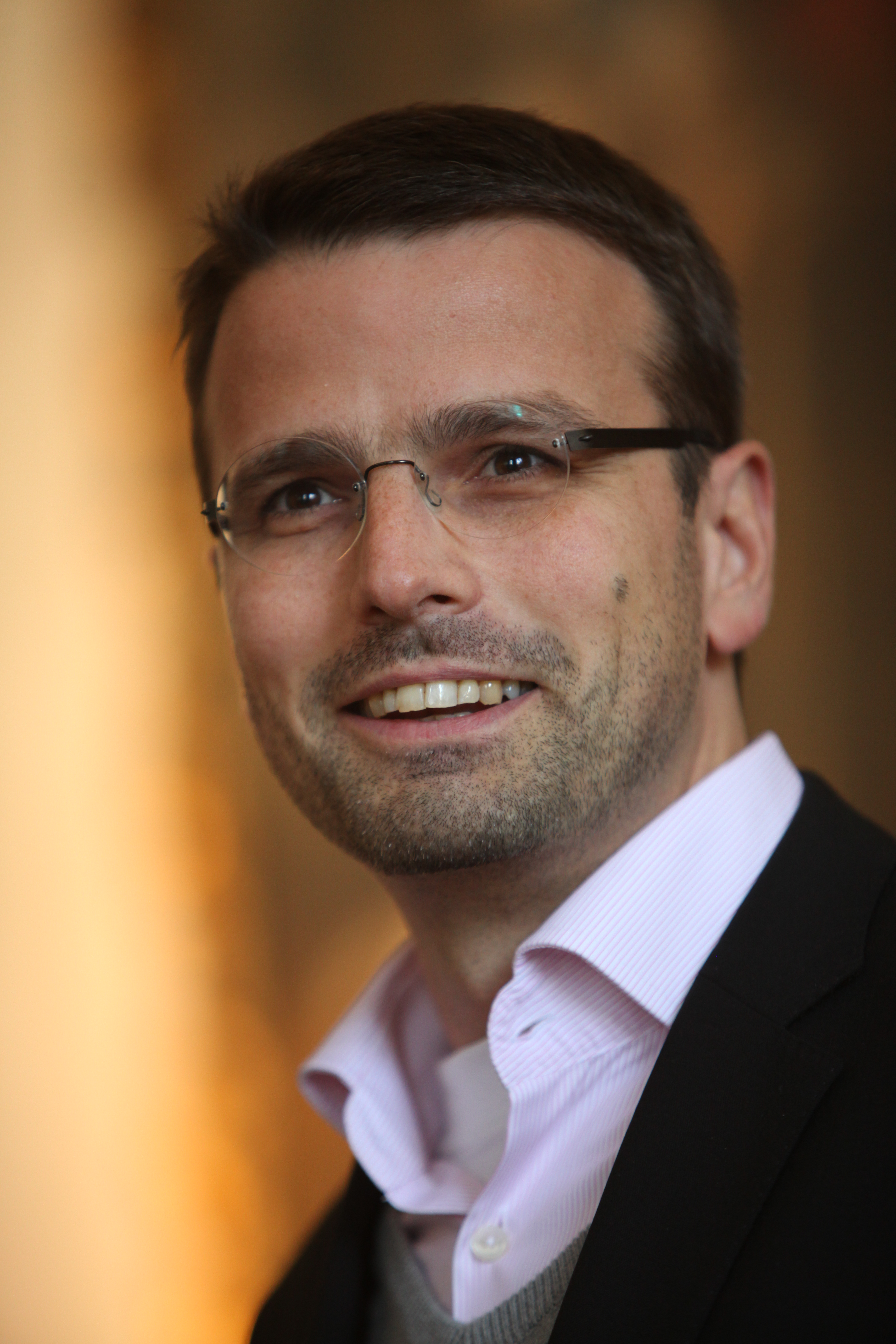
Dreitagebart

Ein Dreitagebart ist die Bezeichnung für einen sehr kurz gehaltenen Bart, bei dessen Pflege und Rasur nur ganz kurze Bartstoppeln stehengelassen werden. 

## Der Dreitagebart
Merkmal des Dreitagebarts ist, dass die Haut unter den Bartstoppeln noch durchscheint. Er hat die Länge eines – subjektiv empfunden – drei Tage alten Bartes. Die Benennung ist an sich unsinnig, da die Barthaare eines Individuums deutlich schneller oder langsamer wachsen können. Es kann sich also faktisch auch um einen Ein- oder Sieben-Tage-Bart handeln. Zudem wird ein Dreitagebart oft dauerhaft getragen, er behält dann seine Länge durch regelmäßiges Kürzen.
Hormonell bedingt kommt er allgemein nur bei erwachsenen Männern vor.
Mit Bartstoppel bezeichnet man ein nachwachsendes oder nicht bis auf die Hautoberfläche abrasiertes Barthaar, bevor es die Länge hat, sich durch seine Krümmung oder Neigung im Wuchs der Haut anzuschmiegen und dadurch seinen stoppelartigen, „kratzbürstigen“ Charakter zu verlieren. 
Der Dreitagebart wird meistens als Vollbart getragen, kann jedoch auch durch verschiedene Rasiertechniken gestaltet werden. Für die Rasur sind am besten elektrische Haarschneidemaschinen geeignet, wie Langhaarschneider mit sogenanntem Bartaufsatz oder spezielle elektrische Barttrimmer.

## Geschichte
Ein Dreitagebart gilt heutzutage für viele als modisch, während bis etwa zu Beginn der 1980er Jahre ein unrasiertes (Männer-)Gesicht in der Öffentlichkeit noch als „ungepflegt und ungewaschen“ angesehen wurde. Populär und damit modisch wurde der Dreitagebart etwa 1983/84 durch internationale Stars, wie zum Beispiel den Schauspieler Don Johnson in der Fernsehserie Miami Vice, oder die Musiker Sting und George Michael, die beide während ihrer Konzerttourneen auf regelmäßige (tägliche) Rasur verzichteten. Ebenfalls ein berühmter Träger eines Dreitagebarts war der Politiker Jassir Arafat, der laut Legende seine Bartstoppeln mit einem Hunderasierer trimmte.

## Trivia
- Die deutsche Band Die Ärzte widmete dem Dreitagebart 1996 auf ihrem Album Le Frisur das Lied 3-Tage-Bart[2]
- Die in amerikanischen Western oft verwendete Bezeichnung für einen leicht sichtbaren Bartwuchs ist five o'clock shadow.